# Rinorea hirsuta
Rinorea hirsuta és una espècie de planta amb flor que pertany a la família de les violàcies. Es troba a Colòmbia i a Panamà.

## Descripció i distribució
Rinorea hirsuta és un arbust de 4 m d'alçada, que hi creix en el sotabosc de la selva baixa, entre els 60-120 msnm.
Sembla que és endèmica d'una àrea, que supera als 40.000 km², al Chocó i zones boscoses adjacents a Panamà, com a Nechí i Darién.